# Antiplanes kurilensis
Antiplanes kurilensis é uma espécie de gastrópode do gênero Antiplanes, pertencente a família Pseudomelatomidae.